# Popillia tullia
Popillia tullia är en skalbaggsart som beskrevs av Ohaus 1920. Popillia tullia ingår i släktet Popillia och familjen Rutelidae. Inga underarter finns listade i Catalogue of Life.